# Dendrobium rupicola
Dendrobium rupicola är en orkidéart som beskrevs av Henry Nicholas Ridley. Dendrobium rupicola ingår i släktet Dendrobium, och familjen orkidéer. Inga underarter finns listade i Catalogue of Life.